# Conditions of My Parole
Conditions of My Parole è il secondo album in studio del gruppo musicale statunitense Puscifer, pubblicato il 18 ottobre 2011 dalla Puscifer Entertainment.

## Tracce
Testi e musiche di Maynard James Keenan, Mat Mitchell, Josh Eustis e Carina Round, eccetto dove indicato.
1. Tiny Monsters – 4:44
2. The Green Valley – 3:55
3. Monsoons – 4:17 (Maynard James Keenan, Mat Mitchell, Josh Eustis)
4. Telling Ghosts – 4:49 (Maynard James Keenan, Mat Mitchell, Josh Eustis, Jeff Friedl)
5. Horizons – 3:29 (Maynard James Keenan, Mat Mitchell, Josh Eustis)
6. Man Overboard – 4:19
7. Toma – 3:40
8. The Rapture (Fear Is a Mind Killa Mix) – 6:14 (Maynard James Keenan, Mat Mitchell, Josh Eustis, Jeff Friedl, Matt McJunkins)
9. Conditions of My Parole – 2:54 (Maynard James Keenan, Mat Mitchell, Josh Eustis, Carina Round, Matt McJunkins)
10. The Weaver – 4:40
11. Oceans – 3:43 (Maynard James Keenan, Mat Mitchell, Josh Eustis)
12. Tumbleweed – 4:16 (Maynard James Keenan, Mat Mitchell, Josh Eustis)

## Formazione
Hanno partecipato alle registrazioni, secondo le note di copertina:
Musicisti
- Maynard James Keenan – voce
- Carina Round – voce aggiuntiva (tracce 1–10 e 12), chitarra (traccia 2)
- Mat Mitchell – basso (tracce 1, 2, 6-7 e 10) chitarra (tracce 1, 2, 4, 6, 8, 9-10), programmazione (traccia 1, 4, 5, 6, 7, 11), banjo (traccia 2)
- Josh Eustis – programmazione (tracce 1, 3–7 e 11), chitarra (tracce 2, 5, 7, 9, 10 e 12), pianoforte (traccia 3), banjo ed erhu (12)
- Jonny Polonsky – chitarra (tracce 1, 3, 6-7), mandolino (traccia 6)
- Jon Theodore – batteria (tracce 2, 7, 9-10)
- Matt McJunkins – basso (tracce 3, 4, 9)
- Devo Keenan – violoncello (traccia 3)
- Jeff Friedl – batteria (traccia 3), percussioni (tracce 3, 6–8)
- Sarah Jones – batteria (tracce 6 e 7)
- Tanya O'Callaghan – basso (traccia 7)
- Gil Sharone – batteria (traccia 8)
- Rani Sharone – basso (traccia 8)
- Juliette Commagere – voce aggiuntiva (traccia 11)
- Alessandro Cortini – Buchla (traccia 11)
- Tim Alexander – batteria (traccia 12)

Produzione
- Mat Mitchell – produzione, missaggio
- Puscifer – produzione
- Josh Eustis – missaggio
- Ben Philips – ingegneria del suono
- G Preston Boehel – ingegneria del suono
- John Huges – ingegneria del suono
- Bob Ludwig – mastering (CD, download digitale)
- Brian Gardner – mastering (LP)
- Tim Cadiente – fotografia
- Juan Mendez – grafica
- Ms. Puscifer – direzione creativa